# Fudžimi
Fudžimi (japonsky 富士見市) je město v prefektuře Saitamě v Japonsku. K roku 2019 v něm žilo přes 109 tisíc obyvatel.

## Poloha a doprava
Fudžimi leží na jihovýchodě Honšú na řece Arakawě, přítoku Tokijského zálivu, která jím protéká od severovýchodu k jihovýchodu. Leží jižně od Kawagoe a západně od Saitamy.
Přes Fudžimi vede železniční trať Tošima – Jorii, na které provozuje dopravu společnost Tóbu Tecudó.

## Dějiny
Fudžimi se stalo městem 10. dubna 1972.